# 白の歯車
白の歯車（タイ語: เกียร์สีขาวกับกาวน์สีฝุ่น、英語: My Gear and Your Gown）は、マーク・パーフン・チヤチャルーン、ウィン・パウィン・クーラカーラニャウィット、ジェージェー・チャヤコーン・ジュターマー、 フィアット・パタドン・ジャングン、およびアン・ナパタラ・パチャラチャワリットが主演する2020年放送のタイのテレビドラマシリーズ。 
Siwaj Sawatmaneekulが監督しており、WeTVが2020年6月23日にGMMTV、スタジ・オワビ・サビ、テレビ・サンダーと共に制作すると発表した3つのテレビドラマシリーズのうちの一つである。   2020年9月14日より11月30日までWeTVにて毎週月曜日18:00 ICTに放送された。
日本では、2021年2月よりWeTVにて独占配信された。

## キャストとキャラクター

### 主役
- Itt Ittikorn役：マーク・パーフン・チヤチャルーン[5]
- Pai Pantoon Wongworawet役：ウィン・パウィン・クーラカーラニャウィット[5]
- Wan役：ジェージェー・チャヤコーン・ジュターマー[5]
- Pure役：フィアット・パタドン・ジャングン[5]
- Folk Rattapoom Jintamanat役：アン・ナパタラ・パチャラチャワリット[5]

### 脇役
- Beau役：ニーラ・スワナマー[5]
- 学校の先生（Walailak Jaijong）役：Intira Jaroenpura[5]
- Paiの父親役：Phollawat Manuprasert（Tom）[5]
- Paiの母親役：Nicole Theriault (Nikki)[5]
- Ittの父親役：Amarin Nitibhon (Am)[5]
- Ittの母親役：Ratchanok Sangchuto (Nok)[5]
- Kai役：Chonwari Chutiwatkhotrachai（Am）[5]
- Pang役：ジューン・ワンナウィモン・ジェーンアサワメーティー[5]

### ゲスト
- Nickie(Pureに会いに来たイケメン)役：Surat Permpoonsavat (Yacht)（第3、10、11話）
- Pureの遊び相手の一人：Kris Songsamphant (Karisa)（第3話）
- June役：Chiwpreecha Thitichaya (Olive)（第4話）
- Pureの元彼役：Wanut Sangtianprapai (Mix)（第4話）
- Freshy Boy & Girlの司会役：Samantha Melanie Coates（第11話）

## サウンドトラック
| 曲名          | ローマ字タイトル       | アーティスト                         | Ref.  |
| ------------- | ---------------------- | ------------------------------------ | ----- |
| ถ้าเธอลองเป็นฉัน | Tha Thoe Long Pen Chan | アーム・ウィーラユット・チャンスック | [ 6 ] |